# Yahiko (Naruto)
Yahiko is een personage uit de Japanse anime en mangaserie Naruto.
Hij is een van de drie vroege studenten van Jiraiya. Hij was samen met Nagato en Konan toen ze bij hem op de stoep kwamen. Nu, jaren later, komt Pein(Pein in Japans) aan bod. Hij heeft zogenaamd zes lichamen. Yahiko's gecontroleerde lichaam is de representatieve leider van Akatsuki. De rest van zijn lichamen zijn gedode ninja's. Er is nog weinig met zekerheid bekend, maar de kans is groot dat Nagato de echte Pein is, en dat Nagato ook eigenlijk al dood is. Het idee is dus dat Nagato van een afstandje alle zes lichamen bestuurd. Deze speculatie is ontstaan, na de code van Jiraiya, waarin stond "The real one isn't among them". Dit zou er dus op duiden dat de echte Pein er niet tussen zit. En wat dus waarschijnlijk Nagato is.